# 竹内悌三
竹内 悌三（たけうち ていぞう、1908年11月6日 - 1946年4月12日）は、東京府（現在の東京都）出身のサッカー選手。朝鮮銀行副総裁・野球研究者の君島一郎は岳父。照明デザイナーの石井幹子は娘。

## 経歴
東京府立第五中学校（現：東京都立小石川中等教育学校）在学中よりサッカーを始め、浦和高等学校を経て、1928年に東京帝国大学に入学してア式蹴球部に入部した。在学中の1930年に開催された第9回極東選手権競技大会のサッカー日本代表に選出され、フィリピン代表戦で日本代表として初出場した。
1932年に東京帝国大学経済学部卒業後は東京火災保険会社に入社。1936年に開催されたベルリンオリンピックの日本代表に選出され、主将としてスウェーデン代表戦など2試合に出場した。
1944年、第二次世界大戦に伴って兵役に就き、終戦後はシベリア抑留となり、1946年4月、同地のアムール州第20収容所で死去した。
2006年、日本サッカー殿堂に特別選考により選出された。
2015年、長女の石井幹子により『竹内悌三賞』が創設される。

## 所属クラブ
- 東京府立第五中学校（現：東京都立小石川中等教育学校）
- 浦和高校
- 東京帝国大学
- 東京火災保険会社

## 代表歴

### 出場大会
- 1930年：第9回極東選手権競技大会
- 1936年：ベルリンオリンピック

### 試合数
- 国際Aマッチ 4試合 0得点(1930-1936)

| 日本代表 | 国際Aマッチ | 国際Aマッチ | その他 | その他 | 期間通算 | 期間通算 |
| 年       | 出場        | 得点        | 出場   | 得点   | 出場     | 得点     |
| -------- | ----------- | ----------- | ------ | ------ | -------- | -------- |
| 1930     | 2           | 0           | 0      | 0      | 2        | 0        |
| 1931     | 0           | 0           | 0      | 0      | 0        | 0        |
| 1932     | 0           | 0           | 0      | 0      | 0        | 0        |
| 1933     | 0           | 0           | 0      | 0      | 0        | 0        |
| 1934     | 0           | 0           | 0      | 0      | 0        | 0        |
| 1935     | 0           | 0           | 0      | 0      | 0        | 0        |
| 1936     | 2           | 0           | 4      | 0      | 6        | 0        |
| 通算     | 4           | 0           | 4      | 0      | 8        | 0        |

### 出場
| No. | 開催日         | 開催都市 | スタジアム         | 対戦相手     | 結果 | 監督     | 大会         |
| --- | -------------- | -------- | ------------------ | ------------ | ---- | -------- | ------------ |
| 1.  | 1930年05月25日 | 東京都   | 明治神宮外苑競技場 | フィリピン   | ○7-2 | 鈴木重義 | 極東選手権   |
| 2.  | 1930年05月29日 | 東京都   | 明治神宮外苑競技場 | 中華民国     | △3-3 | 鈴木重義 | 極東選手権   |
| 3.  | 1936年08月04日 | ベルリン |                    | スウェーデン | ○3-2 | 鈴木重義 | オリンピック |
| 4.  | 1936年08月07日 | ベルリン |                    | イタリア     | ●0-8 | 鈴木重義 | オリンピック |

## 関連文献
- 曾根幹子「「戦没オリンピアン」をめぐる調査と課題 ―広島県出身選手を事例に―」『広島市公文書館紀要』第32号、2020年、1-13頁。
  - 表1 日本人戦没オリンピアン（2020年1月末日現在）(pp.9-10)